# 1st ROSAT X Survey
Le First ROSAT X-ray Survey, en abrégé 1RXS, est un catalogue astronomique dans le domaine des rayons X réalisé avec le télescope spatial allemand ROSAT, actif en orbite entre 1990 et 1999.
L'analyse du catalogue montre que beaucoup de sources peuvent être identifiées, alors que d'autres sources sont « intrigantes ».